# 查干淖日 (巴音诺尔苏木)
48°39′N 118°48′E / 48.650°N 118.800°E
查干淖日，是位于中国内蒙古自治区呼伦贝尔市新巴尔虎左旗巴音诺尔苏木东部的一个湖泊。其位置约在东经118°48′，北纬48°39′。湖面海拔660米，面积达1平方公里。该湖的沉积物主要为芒硝和石盐。查干淖日在蒙古语中的意思是白湖。